# Francisco Victoria (cantante)
Francisco Rojas Contreras (Victoria; 20 de diciembre de 1995) es un cantante, compositor y productor chileno conocido como Francisco Victoria. Comenzó su carrera musical a los 15 años y el año 2018 lanzó su primer álbum Prenda.
Fue parte de la banda del músico Álex Anwandter desde el 2017 al 2019 y ha compuesto y producido para artistas como Princesa Alba, Francisca Valenzuela, Benjamín Walker, Entre otros.
Fue nominado en tres ocasiones entre las ediciones de los Latin Grammy de 2023 y 2024, por su trabajo como compositor y productor en el álbum Adentro de Francisca Valenzuela.

## Biografía

### Inicios
Francisco se vio interesado en la música desde que era muy pequeño, gracias a su madre y su abuelos, los cuales eran músicos. A los 5 años participaba del coro de la iglesia, pero posteriormente se salió ya que era una institución de la cual no se sentía parte. A los 14 años comenzó a componer y a los 20 ganó el primer lugar del Concurso de Composición Musical Luis Advis. A los 18 años abandonó Victoria para irse a vivir a Santiago, donde participó de un taller en la Corporación Cultural Balmaceda que impartía Alex Anwandter. Le mostró su trabajo y él lo ayudó y se convirtió en su mentor. En el periodo que Francisco escribía sus canciones y trabajaba en su disco 'Prenda', era asistente y luego pasó a ser parte de su banda.

### 2017-2018: Los primeros sencillos y Prenda
El año 2017 Francisco sacó su primer sencillo bajo el sello 5AM, titulado "Marinos", el cual posee más de 1,500,000 reproducciones en Spotify. Mientras que el videoclip del sencillo actualmente tiene más de 300.000 visitas en YouTube. El segundo adelanto del disco fue "Todo lo que Tengo". El 2018 lanzó su disco Prenda, producido por Alex Anwandter. El disco tuvo buen recibimiento de parte de medios independientes chilenos. El concierto de lanzamiento se realizó el 9 de junio de 2018 en el Centro Cultural Matucana 100.

### 2019-presente:Querida Veny trabajos en conjunto con Princesa Alba
El 2019 presentó su nuevo sencillo Querida Ven en colaboración con Juliana Gattas, como adelanto de su segundo álbum, próximo a lanzarse entre el segundo semestre de 2020 e inicios de 2021. Además comenzó a trabajar con la artista chilena Princesa Alba, como compositor y productor de los sencillos Summer Love, Convéncete, Hacerte Mal, Mi Culpa, Me Equivoqué, Ya No Quieres Quererme y  Dame, la mayoría han sido parte del Top 50 Chile, cada una con más de 8 millones de reproducciones en Spotify y Youtube.

## Discografía

### Sencillos
- Marinos (2017)
- Todo lo que Tengo (2018)
- Querida Ven (con Juliana Gattas) (2019)
- Tírame al Fondo del Mar (2020)
- Yo creí que eras mi amiga (2021)
- Mi corazón me dice la verdad (2021)
- Te lo pido por favor (con Francisca Valenzuela) (2022)
- Te puedes ir, amor (con Rubio) (2023)
- Herida (con Fármacos) (2022)

### Álbumes de estudio
- Prenda (2018)
- Herida (2022) [12]
- La necesidad (2024) [13]

### Como productor
Singles:
- Summer Love - Princesa Alba ft. Gianluca (2018)
- Convéncete - Princesa Alba (2019)
- Hacerte Mal - Princesa Alba (2019)
- Mi Culpa - Princesa Alba ft. Alizzz (2020)
- Me Equivoqué - Princesa Alba ft. Alizzz (2020)
- Ya no quieres quererme - Princesa Alba (2020)
- Dame - Princesa Alba (2020)
- Al borde del abismo - Paco Miranda (2022)
- Falsas Ilusiones - Paco Miranda (2022)
- Miénteme - Soulfía (2023)
- ¿Dónde se llora cuando se llora? - Francisca Valenzuela (2023)
- Nada para ti - Francisca Valenzuela ft. Ximena Sariñana (2023)
- Extraño - Francisca Valenzuela (2023)
- Respirar - Benjamín Walker (2023)
- Volar - Yorka (2022)
- Ojos - Fer Casillas (2022)
- Ya no sigo esperando por ti - Benjamín Walker (2023)
- Adentro - Francisca Valenzuela (2024)
- Juan - Francisca Valenzuela (2024)

Álbums:
- Herida - Francisco Victoria (2022)
- Aún en mi mente - Paco Miranda (2022)
- Adentro - Francisca Valenzuela (2023)
- Libre - Benjamín Walker (2024)

### Colaboraciones
- No Me Alcanza (con Dulce y Agraz)

## Premios y nominaciones
| Año  | Premios                | Categoría                                 | Trabajo                                                         | Resultado | Ref.                 |
| ---- | ---------------------- | ----------------------------------------- | --------------------------------------------------------------- | --------- | -------------------- |
| 2018 | Premios Índigo         | Canción Independiente del Año             | Marinos                                                         | Nominado  | [ 14 ] [ 15 ] [ 16 ] |
| 2018 | Premios Índigo         | Mejor Artista Revelación                  | Él mismo                                                        | Nominado  | [ 14 ] [ 15 ] [ 16 ] |
| 2018 | Premios Índigo         | Premio Altafonte a la creatividad musical | Prenda                                                          | Ganador   | [ 14 ] [ 15 ] [ 16 ] |
| 2019 | Premios Índigo         | Canción Independiente del Año             | No Me Alcanza (con Dulce y Agraz)                               | Nominado  | [ 16 ]               |
| 2019 | Premios Índigo         | Mejor Productor Musical                   | Summer Love                                                     | Nominado  | [ 16 ]               |
| 2023 | Premios Pulsar         | Mejor artista pop                         | Herida                                                          | Nominado  |                      |
| 2023 | Premios Grammy Latinos | Mejor Canción Pop/Rock                    | ¿Dónde se llora cuando se llora? (Junto a Francisca Valenzuela) | Nominado  |                      |